# Oszkinie
Oszkinie (dodatkowa nazwa w j. litewskim Ožkiniai od ožka (= koza)) – wieś w Polsce położona w województwie podlaskim, w powiecie sejneńskim, w gminie Puńsk.
| SIMC    | Nazwa     | Rodzaj    |
| ------- | --------- | --------- |
| 1011767 | Szyłajnie | część wsi |

Wieś królewska ekonomii grodzieńskiej położona była w końcu XVIII wieku  w powiecie grodzieńskim województwa trockiego. W latach 1975–1998 miejscowość administracyjnie należała do województwa suwalskiego.
We wsi funkcjonuje skansen – osada jaćwiesko-pruska.

## Linki zwewnętrzne
- Oszkinie 1(1), [w:] Słownik geograficzny Królestwa Polskiego, t. VII: Netrebka – Perepiat, Warszawa 1886, s. 751.